# 朝鲜劳动党全国代表大会
朝鲜劳动党全国代表大会，由朝鲜劳动党中央委员会召集召开。
党的全国代表大会的职权是：听取和审查中央委员会的报告；审查中央检查委员会的报告；讨论并决定党的重大问题；修改党的章程；选举中央委员会；选举中央检查委员会。

## 历史
- 1946年3月，原在中国延安、太行山地区活动的朝鲜独立同盟改组成朝鲜新民党，领导人为金枓奉。7月，朝鲜共产党北朝鲜分局更名为北朝鲜共产党，成为完全独立的政党。8月，北朝鲜共产党与朝鲜新民党合并为北朝鲜劳动党，金枓奉出任中央委员会委员长。1946年8月28日，新合併的北朝鮮勞動黨黨代會

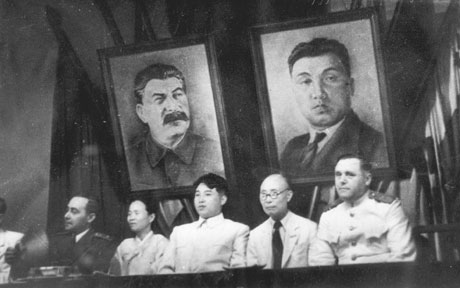
1946年8月28日，新合併的北朝鮮勞動黨黨代會

- 北朝鲜劳动党成立后，在朝鮮半島北部建立政权。1948年3月28日召开党的第二次代表大会，通过了金日成提出的争取祖国自主统一的斗争方针。由于韩国的李承晚政府镇压，南朝鲜劳动党的大多数领导人转移到朝鲜半岛北部。1949年6月30日，北朝鲜劳动党和南朝鲜劳动党合并为统一的朝鲜劳动党，并选举金日成为委员长。建党纪念日定为10月10日。

## 朝鲜劳动党中央委员会
- 1956年4月29日， 朝鲜劳动党第三次代表大会选举产生了劳动党新一届中央委员会成员。
  - 中央常务委员会委员：金日成、金枓奉、崔庸健、朴正爱、金一、朴金喆、林海、崔昌益、鄭一龍、金光侠、南日
  - 中央常务委员会候补委员：金昌滿、李锺玉、李孝淳、朴义琓
  - 中央委员会委员长：金日成
  - 中央委员会副委员长：崔庸健、朴正爱、朴金喆、鄭一龍、金昌满
  - 中央组织委员会委员：金日成、崔庸健、朴正爱、朴金喆、郑一龙、金昌满、韩相斗
  - 中央检阅委员会委员长：金翊善
  - 中央检阅委员会副委员长：许成泽、尹应龙
  - 中央检阅委员会委员：李孝淳、金丽重、崔敦根、许鹤松
- 1961年9月18日[1]，朝鲜劳动党第四次代表大会选举产生了85名中央委员、50名中央候补委员。[2]
  - 政治委员会委员：金日成、崔庸健、金一、朴金喆、金昌滿、李孝淳、朴正爱、金光侠、鄭一龍、南日、李钟玉
  - 政治委员会候补委员：金翊善、李周渊、河仰天、韩相斗
  - 中央委员会委员长：金日成
  - 中央委员会副委员长：崔庸健、金一、朴金喆、金昌滿、李孝淳
  - 检阅委员会委员长：金翊善
  - 检阅委员会副委员长：黄元宝、金昌德、朴春赫
  - 检阅委员会委员：李民洙、吴英奉、李承宇
- 1970年11月13日，朝鲜劳动党第五次代表大会选举了117名中央委员会委员、55名中央委员会候补委员、15名中央检查委员会委员。[3]
  - 总书记：金日成
  - 政治委员会委员：金日成、崔庸健、金一、朴成哲、崔贤、金英柱、吴振宇、金东奎、徐哲、金仲麟、韓益洙
  - 政治委员会候补委员：玄武光、鄭準澤、杨亨燮、金万金
  - 书记：崔庸健、金一、金英柱、吴振宇、金东奎、金仲麟、韓益洙、玄武光、杨亨燮
  - 检阅委员会委员长：金丽重
  - 检查委员会委员长：金世活
- 朝鲜劳动党第六次代表大会于1980年10月10日至14日在平壤召开。会议上，朝鲜劳动党中央委员会总书记金日成作了党中央委员会工作总结报告。他在报告中总结了五大以来在革命和建设中取得的成就和经验，宣布了实现全社会的主体思想化为朝鮮民主主義人民共和國革命的总任务，并全面阐述了完成这项任务的具体任务和途径。大会选举产生朝鲜劳动党第六届中央委员会，金日成之子金正日当选为党中央委员会委员，正式成為金日成接班人。大会通过了新的党章。
- 朝鲜劳动党第七次代表大会，于2016年5月6日在平壤举行。这是朝鲜劳动党于1980年召开第六次全国代表大会之后，时隔36年再一次召开全国党代会。朝鲜劳动党中央政治局在2015年10月30日发表的决定书称，为“反映在完成主体革命事业、社会主义强盛国家建设事业中创造惊人变革的党和革命发展的要求”，政治局作出了召开七大的决定。[4][5]2016年5月9日，大会选出金正恩、金永南、黄炳誓、朴凤柱、崔龙海五人为新一届政治局常委和19人组成的中央政治局，推举金正恩为朝鲜劳动党委员长。[6][7]

## 历次全国代表会议
1. 朝鲜劳动党第一次代表会议
（1958年3月3日－4日）
2. 朝鲜劳动党第二次代表会议
（1966年10月5日）
3. 朝鲜劳动党第三次代表会议
（2010年9月28日）
4. 朝鲜劳动党第四次代表会议
（2012年4月11日）

### 類似大會
- 苏联共产党代表大會
- 巴西共產黨代表大會（英语：Congress of the Communist Party of Brazil）
- 古巴共產黨代表大會（英语：Congress of the Communist Party of Cuba）
- 中国共产党全國代表大會
- 中國國民黨全國代表大會
- 越南共產黨全國代表大會
- 老撾人民革命黨全國代表大會（英语：National Congress of the Lao People's Revolutionary Party）
- 民主進步黨全國代表大會
- 台灣民眾黨黨員代表大會
- 南斯拉夫共產黨聯盟代表大會（英语：Congress of the League of Communists of Yugoslavia）
- 日本共产党大會

### 朝鮮
- 朝鲜劳动党中央委员会
  - 朝鲜劳动党中央委员会政治局
    - 朝鲜劳动党中央委员会政治局常务委员会
      - 朝鮮勞動黨總書記

  - 朝鮮勞動黨中央委員會書記局
  - 朝鲜劳动党中央军事委员会

- 朝鮮共產黨
- 朝鮮新民黨
- 勤勞人民黨
- 北朝鮮共產黨
- 北朝鮮勞動黨
- 朝鮮勞動黨
- 金日成
- 朴憲永
- 李承燁
- 朴甲東
- 朴正熙
- 朴正愛
- 朱寧河
- 吳琪燮
- 大邱10月事件
- 濟州四·三事件
- 麗水-順天事件
- 朴李間諜案
- 李康國
- 北朝鮮人民委員會
- 民主主義民族戰線
- 延安派
- 蘇聯派
- 游擊隊派
- 甲山派
- 軍內反對派
- 八月宗派事件

### 其它
- 黨大會
- 苏联历史
- 共产党一党制之黨國體制
- 列宁主义、民主集中制、民主集權制
- 国际共产主义运动、共产国际
- 美國民主黨全國代表大會（Convention）
- 美國共和黨全國代表大會（Convention）
- 美国总统提名大会（Convention）
- 英國保守黨會議（英语：Conservative Party Conference）（Conference）
- 英國工黨會議（英语：Labour Party Conference）（Conference）
- 英國自由民主黨會議（英语：Liberal Democrat Conference）（Conference）
- 委内瑞拉全國代表大會